# Gerhard Seibold
Gerhard Seibold (Klosterneuburg, 1943. május 13. –) olimpiai bronzérmes osztrák kajakozó.

## Pályafutása
Két olimpián vett részt. Az 1968-as mexikóvárosi olimpián kajak kettesben bronzérmet szerzett Günther Pfaffal. 1966 és 1971 között a világbajnokságokon egy arany-, két ezüst- és egy bronzérmet nyert.

## Sikerei, díjai
- Olimpiai játékok – K-2 1000 m
  - bronzérmes: 1968, Mexikóváros
- Világbajnokság
  - aranyérmes: 1970 (K-2 1000 m)
  - ezüstérmes (2): 1966 (K-4 1000 m), 1971 (K-2 1000 m)
  - bronzérmes: 1970 (K-2 500 m)